# اتوکوواریانس
اتوکوواریانس یا خودهم‌وردایی فرایند تصادفی حقیقی{\displaystyle X(t)}٬ به صورت کوواریانس متغیر تصادفی با انتقال زمانی یافته‌ی همان متغیر تعریف می‌شود.اتوکوواریانس را می‌توان معیاری از میزان شباهت سیگنال با انتقال‌یافته‌ی خودش دانست. اگر میانگین فرایند ٬برابر {\displaystyle E[X_{t}]=\mu _{t}} باشد آن‌گاه اتوکوواریانس می‌شود:
{\displaystyle C_{XX}(t,s)=E[(X_{t}-\mu _{t})(X_{s}-\mu _{s})]=E[X_{t}X_{s}]-\mu _{t}\mu _{s}.\,}
که در آن {\displaystyle E} عملگر امید ریاضیست.

## فرایندهای ایستا
اگر فرایند ایستا باشد٬آن‌گاه برای همه‌ی مقادیر {\displaystyle t} و {\displaystyle s}:
{\displaystyle \mu _{t}=\mu _{s}=\mu \,}
و
{\displaystyle C_{XX}(t,s)=C_{XX}(s-t)=C_{XX}(\tau )\,}
که در آن {\displaystyle \tau =s-t\,} مقدار زمانی است که سیگنال شیفت داده‌شده‌است.در نتیجه اتوکواریانس می‌شود:
{\displaystyle C_{XX}(\tau )=E[(X(t)-\mu )(X(t+\tau )-\mu )]\,}
{\displaystyle =E[X(t)X(t+\tau )]-\mu ^{2}\,}
{\displaystyle =R_{XX}(\tau )-\mu ^{2},\,}
که ٬از دیدگاه پردازش سیگنال ٬ {\displaystyle R_{XX}} همان خودهمبستگی است.

## ضریب خودهمبستگی
با تقسیم اتوکواریانس بر واریانس ٬ ضریب خودهمبستگی به دست می‌آید:
{\displaystyle c_{XX}(\tau )={\frac {C_{XX}(\tau )}{\sigma ^{2}}}.\,}